# Karl David Ilgen
Pour les articles homonymes, voir Ilgen.
Karl David Ilgen, né le 26 février 1763 à Sehna, un hameau près de Eckartsberga et mort le 17 septembre 1834 à Berlin, est un philologue prussien. 

## Biographie
Il étudie la théologie et la philologie à l'université de Leipzig et devient en 1789 recteur du lycée de Naumbourg. Professeur de langues orientales à l'université d'Iéna (1794), il est recteur de l'École régionale de Pforta de 1802 à 1831. 
En 1796 il invente le terme Épyllion dans son étude des Hymnes homériques.

## Œuvres
- 1788 : Chorus Graecorum tragicus qualis fuerit, Leipniz
- 1789 : Jobi antiquiss. carminis Hebraica natura atque virtutes
- 1796 : Hymni Homerici cum reliquis carminibus minoribus Homero tributi solitis et Batrachomyomachia, Halle
- 1797 : Opuscula varia philologica
- 1798 : Die Urkunden des ersten Buchs von Moses in ihrer Urgestalt
- 1798 : Skolia, hoc est Carmina convivalia Graecorum
- 1820 : Animadversiones philologicae et criticae in Carmen Virgilianum quod Copa inscribitum